# Die Käserei in Goldingen
Die Käserei in Goldingen ist ein Schweizer Fernsehfilm, der am 5. Dezember 2010 seine Premiere im Schweizer Fernsehen hatte.

## Handlung

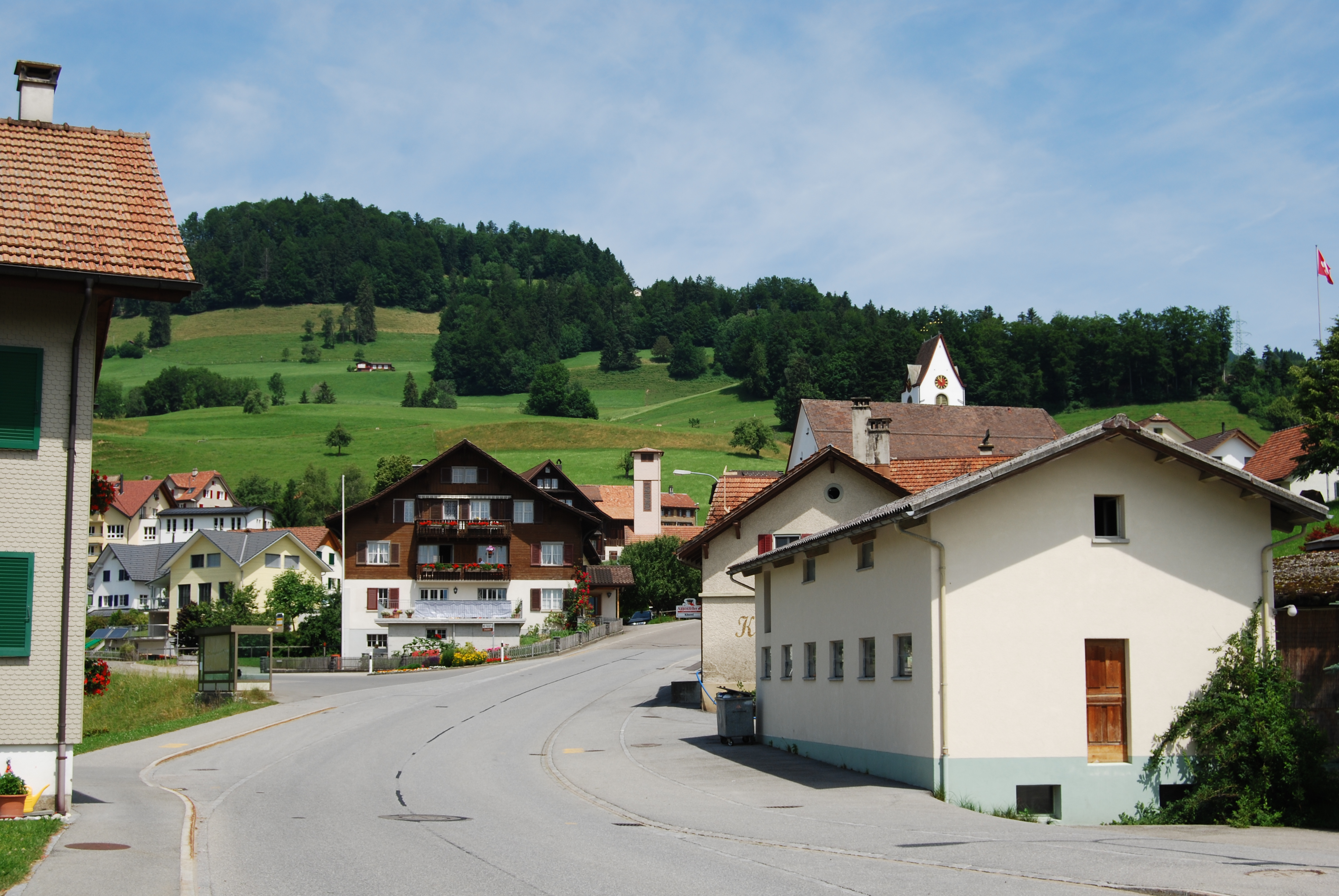
Die Käserei in Goldingen (rechts) und die Postauto-Haltestelle (links)

Hans ist ein älterer, sturer und verschlossener Käser einer Dorfkäserei. Er muss um jeden Kunden kämpfen. Sein einziger, langjähriger Mitarbeiter geht in Pension. Allein kann Hans die Arbeit kaum noch bewältigen, die Qualität leidet, und sein bester Kunde springt ihm ab. Der Käsehändler muss ihm diese vernichtende Nachricht überbringen. Der Schwiegersohn von Hans bietet ihm eine Stelle in der Käsefabrik an, in der dieser selbst als Marketingchef tätig ist.
Eines Morgens liegt hustend ein afrikanischer Flüchtling im Geissenstall seines abgelegenen Hauses. Er sei illegal in die Schweiz eingereist und suche Arbeit, um seiner Tochter eine dringend benötigte Augenoperation bezahlen zu können. Rashid wird widerwillig, aber auf Rat von Hansens Tochter Maria – einer Krankenschwester – im Haus aufgenommen und gepflegt. Als sich Rashid in der Käserei als hilf- und ideenreiche Arbeitskraft zeigt, taut Hans allmählich auf, und auch die blockierte Beziehung zu den Grosskindern Mirjam und Roman Arnold verändert sich positiv.

## Drehorte
Aussenszenen wurden in Goldingen und in der Region See-Gaster des Kantons St. Gallen gedreht. Die Käserei im Film ist identisch mit der Käserei in Goldingen. Das Haus, in dem die Anmeldung eingereicht wird für den Käsewettbewerb, bei dem Hans den ersten Preis gewinnt, ist das Curti-Haus in Rapperswil.